# Tom Reed (homme politique)
Thomas W. Reed II dit Tom Reed, né le 18 novembre 1971 à Joliet (Illinois), est un homme politique américain, élu républicain de l'État de New York à la Chambre des représentants des États-Unis de 2010 à 2022.

## Biographie

### Carrière professionnelle et débuts en politique
Après des études à l'université Alfred (en) et à l'université du Nord de l'Ohio, Tom Reed devient avocat. Il travaille notamment pour la municipalité de Big Flats.
En 2007, il est élu maire de la ville de Corning face au démocrate sortant Frank Coccho.

### Représentant des États-Unis
Durant l'été 2009, Tom Reed annonce sa candidature à la Chambre des représentants des États-Unis en vue des élections de 2010. Dans le 29e district de l'État de New York, une circonscription historiquement républicaine à la frontière avec la Pennsylvanie, il se présente comme un conservateur fiscal face au démocrate sortant Eric Massa (en),. Initialement considéré comme le favori Eric Massa est contraint à la démission en mars 2010, touché par un scandale de harcèlement sexuel. Le 2 novembre 2010, Tom Reed est élu représentant des États-Unis 56,5 % des voix face au démocrate Matthew Zeller, pour terminer le mandat d'Eric Massa (en) jusqu'en janvier 2011 et pour le prochain congrès,. Traité pour des caillots sanguins dans les poumons, Tom Reed prête serment le 18 novembre 2010 à sa sortie de l'hôpital.
Son district est redécoupé en 2011, s'étendant vers l'est en direction d'Ithaca, et devient le 23e district. Lors des élections suivantes, en 2012, il affronte le législateur démocrate du comté de Tompkins Nate Shinagawa et remporte un second mandat avec 51,9 % des suffrages. Il est par la suite confortablement réélu en 2014, 2016, 2018 et 2020.
En mars 2021, The Washington Post publie le témoignage d'une ancienne lobbyiste accusant Tom Reed de l'avoir sexuellement agressée en 2017, alors qu'ils se trouvaient dans un bar et que l'homme politique était alcoolisé. S'il déclare ne pas se souvenir de l'incident, Tom Reed présente ses excuses. Alors qu'il envisageait de se présenter au poste de gouverneur de l'État de New York, il annonce qu'il ne sera candidat à aucune élection en 2022,. La commission d'éthique de la Chambre des représentants ouvre une enquête à son encontre.

## Positions politiques
Tom Reed est considéré comme un républicain relativement modéré. Le New York Times note qu'il « s'est cultivé une réputation de centriste capable de tendre la main [aux élus de] l'autre bord politique ». Il est notamment vice-président du groupe bipartisan Problem Solvers Caucus.
En 2021, il est l'un des trois seuls républicains à voter en faveur de l'interdiction des discriminations envers les personnes LGBT. La même année, il est le seul républicain cosignataire d'une proposition de loi en faveur de l'Equal Rights Amendment, visant à garantir l'égalité des droits entre les sexes dans la constitution.
Favorable au non-cumul des mandats dans le temps, Tom Reed annonce dès sa première élection qu'il ne sera pas candidat à plus de six mandats (12 ans).

## Historique électoral
| Année | Tom Reed | Démocrate |
| ----- | -------- | --------- |
| Année |          |           |
| 2010  | 56,5 %   | 43,3 %    |
| 2012  | 51,9 %   | 48,1 %    |
| 2014  | 61,7 %   | 38,3 %    |
| 2016  | 57,6 %   | 38,1 %    |
| 2018  | 54,2 %   | 42,0 %    |
| 2020  | 57,7 %   | 37,0 %    |